# 엘비스와 대통령
《엘비스와 대통령》(영어: Elvis & Nixon)은 미국에서 제작된 라이자 존슨 감독의 2016년 코미디 드라마 영화이다. 마이클 섀넌이 가수 엘비스 프레슬리를, 케빈 스페이시가 대통령 리처드 닉슨을 연기하였으며, 특히 1970년 12월 21일에 성사된 이들의 백악관 만남에 초점을 맞추었다.

## 출연진
- 마이클 섀넌
- 케빈 스페이시
- 앨릭스 페티퍼
- 조니 녹스빌
- 콜린 행크스
- 에번 피터스
- 테이트 도너번
- 스카이 퍼레라
- 트레이시 레츠
- 아나 오라일리
- 애슐리 벤슨
- 딜런 펜
- 조이 서갈
- 하널라 서갈
- 포피 델러빈
- 대니 매카시

## 기타 제작진
- 배역: 케리 바든, 폴 슈니
- 미술: 마라 러피어슐루프